# Квинт Клодий Хермогениан Олибрий
Вижте пояснителната страница за други личности с името Олибрий.
Квинт Клодий Хермогениан Олибрий (на латински: Quintus Clodius Hermogenianus Olybrius; 361 – 384 г.) е политик на Римската империя през 4 век.
Олибрий е син на Клодий Целсин Аделфий (praefectus urbi 351 г.) и Фалтония Бетиция Проба, християнска поетеса, дъщеря на Петроний Пробиан (консул 322 г.). Неговият брат Фалтоний Проб Алипий е praefectus urbi през 391 г.
Олибрий се жени за Тирания Аниция Юлиана, дъщеря на Аниций Авхений Бас (консул 408 г.). Двамата имат дъщеря Аниция Фалтония Проба.
Олибрий е vir clarissimus, преди 361 г. консулар на Кампания, проконсул на провинция Африка (361 г.), praefectus urbi на Рим между 368 – 370 г., преториански префект на Илирия и Изтока. Участва 378 г. в заселването на готите в Тракия и през август 378 г. в битката при Адрианопол.
В Сирмиум император Грациан го номинира за консул. През 379 г. той е консул заедно с Децим Магн Авзоний. Олибрий умира между 384 и 395 г.